# ガレス・L・パウエル
ガレス・L・パウエル（Gareth Lyn Powell、1970年 - ）は、イギリスのSF作家。

## 人物・経歴
イングランド南西部で生まれ育ち、グラモーガン大学（現サウス・ウェールズ大学）で人文学とクリエイティブ・ライティングを学ぶ。
2012年の長編『ガンメタル・ゴースト』Ack-Ack Macaqueで英国SF協会賞長編部門を受賞（アン・レッキー『叛逆航路』と同時受賞）。同書は2016年の星雲賞海外長編部門参考候補作にもなった。
2018年の長編『ウォーシップ・ガール』Embers of Warで、自身二度目の英国SF協会賞長編部門を受賞。

## 主な作品

### 長編
- Silversands (Pendragon Press, 2010)
- The Recollection (Solaris Books, 2011)
- Ack-Ack Macaque (Solaris Books, 2012)
  - 三角和代 訳『ガンメタル・ゴースト』東京創元社〈創元SF文庫〉、2015年。ISBN 978-4-488-75901-8。
- Hive Monkey  (Solaris Books, 2014)
- Macaque Attack (Solaris Books, 2015)
- Embers of War (Titan Books, 2018)
  - 三角和代 訳『ウォーシップ・ガール』東京創元社〈創元SF文庫〉、2020年。ISBN 978-4-488-75902-5。
- Fleet of Knives (Titan Books, 2019)
- Light of Impossible Stars (Titan Books, 2020)

### 中長編
- Ragged Alice (Tor.com, 2019)

### 短編集
- The Last Reef and Other Stories (Elastic Press, 2008)